# 博陶·金高
博陶·金高（匈牙利語：Bóta Kinga，1977年8月22日—），匈牙利女子皮划艇运动员。她曾代表匈牙利参加2004年夏季奥林匹克运动会皮划艇比赛，获得女子四人皮艇500米银牌。